# 垪和康忠
垪和 康忠（はが やすただ）は、戦国時代から安土桃山時代にかけての武将。後北条氏の家臣。初め刑部丞、後に伯耆守と称した。

## 略歴
康忠は北条家の奉行人・評定衆として内政面・外交面で活躍した。永禄12年（1569年）に遠山康光と共に越相同盟締結のため上杉謙信との交渉にあたった。また元亀2年（1571年）の甲相同盟の交渉にも関わっている。その後、下総国関宿領や武蔵国岩槻城領の支配に関わり、天正11年（1583年）以降は上野国厩橋城に在番して東上野の統治に活躍している。天正18年（1590年）の小田原征伐で後北条氏が没落した後の動向は不明。
子孫は尾張藩に仕えた。